# Курекіштя
Курекіштя (рум. Curechiștea) — село у повіті Нямц в Румунії. Входить до складу комуни Грумезешть.
Село розташоване на відстані 300 км на північ від Бухареста, 23 км на північ від П'ятра-Нямца, 88 км на захід від Ясс.

## Населення
За даними перепису населення 2002 року у селі проживали 706 осіб, усі — румуни. Усі жителі села рідною мовою назвали румунську.